# Maison-Maugis
Maison-Maugis és un municipi francès situat al departament de l'Orne i a la regió de Normandia. L'any 2007 tenia 55 habitants.

## Demografia

### Població
El 2007 la població de fet de Maison-Maugis era de 55 persones. Hi havia 24 famílies de les quals 8 eren unipersonals (4 homes vivint sols i 4 dones vivint soles), 12 parelles sense fills i 4 parelles amb fills.
La població ha evolucionat segons el següent gràfic:
Habitants censats

### Habitatges
El 2007 hi havia 59 habitatges, 27 eren l'habitatge principal de la família, 30 eren segones residències i 2 estaven desocupats. 58 eren cases i 1 era un apartament. Dels 27 habitatges principals, 22 estaven ocupats pels seus propietaris, 4 estaven llogats i ocupats pels llogaters i 1 estava cedit a títol gratuït; 1 tenia una cambra, 3 en tenien dues, 7 en tenien tres, 6 en tenien quatre i 10 en tenien cinc o més. 17 habitatges disposaven pel capbaix d'una plaça de pàrquing. A 15 habitatges hi havia un automòbil i a 11 n'hi havia dos o més.

### Piràmide de població
La piràmide de població per edats i sexe el 2009 era:
| Homes | Edats   | Dones |
| ----- | ------- | ----- |
| 0     | 95 o +  | 0     |
| 0     | 90 a 94 | 0     |
| 0     | 85 a 89 | 0     |
| 0     | 80 a 84 | 0     |
| 0     | 75 a 79 | 4     |
| 0     | 70 a 74 | 0     |
| 0     | 65 a 69 | 4     |
| 4     | 60 a 64 | 0     |
| 4     | 55 a 59 | 4     |
| 0     | 50 a 54 | 4     |
| 4     | 45 a 49 | 0     |
| 0     | 40 a 44 | 0     |
| 0     | 35 a 39 | 0     |
| 8     | 30 a 34 | 0     |
| 0     | 25 a 29 | 0     |
| 0     | 20 a 24 | 0     |
| 4     | 15 a 19 | 0     |
| 8     | 10 a 14 | 4     |
| 8     | 5 a 9   | 4     |
| 0     | 0 a 4   | 0     |

## Economia
El 2007 la població en edat de treballar era de 30 persones, 19 eren actives i 11 eren inactives. De les 19 persones actives 18 estaven ocupades (9 homes i 9 dones) i 1 aturada (1 dona i 1 dona). De les 11 persones inactives 6 estaven jubilades, 2 estaven estudiant i 3 estaven classificades com a «altres inactius».
Activitats econòmiques
Dels 9 establiments que hi havia el 2007, 1 era d'una empresa financera, 2 d'empreses immobiliàries, 4 d'empreses de serveis i 2 d'entitats de l'administració pública.
L'any 2000 a Maison-Maugis hi havia 3 explotacions agrícoles.

## Poblacions més properes
El següent diagrama mostra les poblacions més properes.